# Тестелец, Яков Георгиевич
Я́ков Гео́ргиевич Тестеле́ц (род. 12 сентября 1958, Москва) — советский и российский лингвист, специалист в области типологии и синтаксической теории, исследователь кавказских языков. Доктор филологических наук, профессор Учебно-научного центра лингвистической типологии Института лингвистики РГГУ, заведующий отделом кавказских языков Института языкознания РАН.

## Биография
Родился 12 сентября 1958 г. в Москве.
Окончил Отделение структурной и прикладной лингвистики филологического факультета МГУ им. Ломоносова в 1980 г. Неоднократный участник лингвистических экспедиций МГУ в Дагестан (бежтинский, будухский языки). Дипломная работа на тему «Некоторые вопросы типологии систем пространственного склонения в дагестанских языках», под руководством А. Е. Кибрика.
С 1981 г. работает в Институте языкознания РАН, в том числе долгое время — в отделе лингвистической типологии и компаративистики. Диссертацию на тему «Эргативная конструкция и эргативообразное построение» защитил в 1986 г.
С 1998 г. преподает в РГГУ («Современные синтаксические теории», «Типология простого предложения» и др. курсы), является одним из организаторов полевых исследований Института лингвистики РГГУ. Материалы курсов легли в основу фундаментального учебного пособия «Введение в общий синтаксис», опубликованного в 2001 г.
В 2003 г. защитил в Институте лингвистики РГГУ докторскую диссертацию (в форме научного доклада) на тему «Грамматические иерархии и типология предложения».
В июне 2014 г. назначен заведующим отделом кавказских языков Института языкознания РАН.
Жена — лингвист, журналист и писатель Марина Андреевна Журинская (1941—2013).

## Область исследований
Основные области исследований: общий синтаксис, морфологическая и синтаксическая типология; картвельские, нахско-дагестанские, абхазо-адыгские, австралийские языки.
Один из авторов грамматического описания бежтинского языка (тлядальский диалект), описания синтаксиса цахурского языка (мишлешский диалект). Ему принадлежат оригинальные версии реконструкции працезского и пракартвельского вокализма, реконструкция системы сочетаний согласных и двух рядов сибилянтов в пракартвельском. Занимался разработкой проблемы порядка слов и структуры составляющих в именной группе (на материале картвельских и дагестанских языков), описанием парадигмы фокусных конструкций в дагестанских языках, типологией эргативообразных конструкций (картвельские, нахско-дагестанские, индоиранские, австралийские языки.
В рамках деятельности Института перевода Библии занимается также переводом Библии на современные языки (включая языки Кавказа), активно сотрудничает в журнале «Альфа и Омега», где публикует подробные комментированные (с лингвистической и богословской точек зрения) рефераты современных западных работ по библеистике.
На протяжении многих лет принимает активное участие в подготовке задач московской традиционной Олимпиады по лингвистике. Первый и пока единственный автор, составивший для Олимпиады более 100 задач.

## Основные работы

### Монографии
- Введение в общий синтаксис. М.: РГГУ, 2001. — 798 с. ISBN 5-7281-0343-X

### Редактирование
- Типология и теория языка: от описания к объяснению: К 60-летию А. Е. Кибрика. / Ред. Е. В. Рахилина, Я. Г. Тестелец. М.: Языки русской культуры, 1999. — 640 с.
- Элементы цахурского языка в типологическом освещении. / Ред.-сост. А. Е. Кибрик, ред. Я. Г. Тестелец. М.: Наследие, 1999. — 943 с.
- Языки мира: Кавказские языки. / Ред. М. Е. Алексеев, Г. А. Климов, С. А. Старостин, Я. Г. Тестелец. М.: Academia, 2001. — 480 с.
- Климов Г. А., Халилов М. Ш. Словарь кавказских языков. Сопоставление основной лексики. / Ред. Я. Г. Тестелец. М.: Восточная литература, 2003. — 512 с.
- Аспекты полисинтетизма: очерки по грамматике адыгейского языка. / Отв. ред. Я. Г. Тестелец. М.: РГГУ, 2009. — 717 с. ISBN 978-5-7281-1075-0